# Liste der Monuments historiques in Cugnaux
Die Liste der Monuments historiques in Cugnaux führt die Monuments historiques in der französischen Gemeinde Cugnaux auf.

## Liste der Bauwerke
| Bezeichnung                        | Beschreibung | Standort               | Kennzeichnung | Schutzstatus | Datum | Bild           |
| ---------------------------------- | ------------ | ---------------------- | ------------- | ------------ | ----- | -------------- |
| Château de la Cassagnère (Schloss) |              | (Lage)                 | PA00094322    | Classé       | 1979  |                |
| Pavillon Louis XVI                 |              | Rue Henry Gladi (Lage) | PA00094323    | Classé       | 1995  | weitere Bilder |